# 阿尔坦德
阿尔坦德，是匈牙利豪伊杜-比豪尔州所辖的一个村。总面积19.82平方公里，总人口523，人口密度26.4人/平方公里（2011年1月1日）。